# Santa Catalina, Puebla
Santa Catalina är en ort i Mexiko.   Den ligger i kommunen Huauchinango och delstaten Puebla, i den sydöstra delen av landet, 140 km nordost om huvudstaden Mexico City. Santa Catalina ligger 1 801 meter över havet och antalet invånare är 161.
Terrängen runt Santa Catalina är huvudsakligen kuperad, men åt nordväst är den bergig. Runt Santa Catalina är det tätbefolkat, med 319 invånare per kvadratkilometer. Närmaste större samhälle är Huauchinango, 3,2 km nordost om Santa Catalina. I omgivningarna runt Santa Catalina växer i huvudsak blandskog.